# Lilla
Lilla es una localidad española del municipio tarraconense de Montblanch, en la comunidad autónoma de Cataluña.

## Geografía
Perteneciente a la comarca de la Cuenca de Barberá, está situada al pie de la carretera N-240 entre Montblanch y Valls cerca del "Coll de Lilla", en la "Serra de les Guixeres", que marca el límite con la comarca del Alto Campo.

## Historia
Hacia mediados del siglo XIX, el lugar, por entonces con ayuntamiento propio, tenía contabilizada una población de 261 habitantes. La localidad aparece descrita en el décimo volumen del Diccionario geográfico-estadístico-histórico de España y sus posesiones de Ultramar de Pascual Madoz de la siguiente manera:

LILLA: l. con ayunt. en la prov. y dióc. de Tarragona (6 horas), part. jud. de Monlblanch (1), aud. terr. y c. g. de Barcelona (19): sit. al pie del collado y puerto de su nombre, con buena ventilacion y clima sano. Tiene 64 casas y una igl. parr. (San Juan Evangelista) de buena construccion y capacidad. Su corto térm. confina N. Montblanch y Prenafeta; E. el mismo y Miramar; S. Fonscaldes y Valls, y O. el r. Francolí, cuyas aguas no pueden aprovecharse por la elevacion del terreno áspero y quebrado, en que se halla un derrumbadero cerca de la pobl., y en su fondo la mejor tierra de cultivo y regadío; para este uso se aprovechan las escasas aguas de algunas fuentes de la montaña y otras que tienen su origen próximo á Miramar, desaguan por tres canales, junto á la igl. abasteciendo al vecindario, y 2 balsas ó lavaderos; la jurisd. del térm. comprende 2 cas. llamados Llorach y Mas de Rosell, y los montes de la Cugulla y Coll de Lilla. Ademas de varios caminos locales atraviesa por la pobl. la carretera de Tarragona á Lérida. El correo se recibe de la cab. del part. prod.: trigo, cebada, avena, vino, patatas y aceite. ind.: 2 molinos harineros, 2 de aceite y 4 fáb. de aguardiente. pobl.: 80 vec., 261 alm. cap. prod.: 1.166,483. imp.: 45,269.
(Madoz, 1847, p. 283)

## Demografía
| Gráfica de evolución demográfica de Lilla entre 1842 y 1877 |
| |
| Población de derecho según los censos de población del INE Población de hecho según los censos de población del INEEntre el censo de 1857 y el anterior, crece el término del municipio porque incorpora a 435017 (Prenafeta) Entre el censo de 1887 y el anterior, este municipio desaparece porque se integra en el municipio 43086 (Montblanch) |

En 2009 tenía 94 habitantes.

## Patrimonio
En la localidad hay una iglesia bajo la advocación de San Juan Evangelista.